# Claus Schulz
Claus Friedrich Schulz, auch Klaus Schulz (* 21. Juni 1934 in Rostock; † 14. Mai 2024 in Berlin), war ein deutscher Balletttänzer, Choreograph und Ballettmeister.

## Leben
Claus Schulz begann seinen Entwicklungsweg 1949 als Balletteleve am Schweriner Staatstheater, wo sich die Tanzpädagogin Grita Krätke seiner annahm. Bereits nach einem Jahr engagierte ihn Walter Felsenstein an die Komische Oper Berlin als Gruppentänzer. Hier absolvierte er ein Studium bei Gustav Blank, Tatjana Gsovsky, Grita Krätke und Sabine Ress und legte die Bühnenreifeprüfung ab. Bereits 1952 erhielt er einen Vertrag als Solotänzer. 1955 entschloss er sich, ein Angebot der Deutschen Staatsoper in Berlin anzunehmen, da er dort vielfältigere Möglichkeiten der tänzerischen Gestaltung für sich sah.

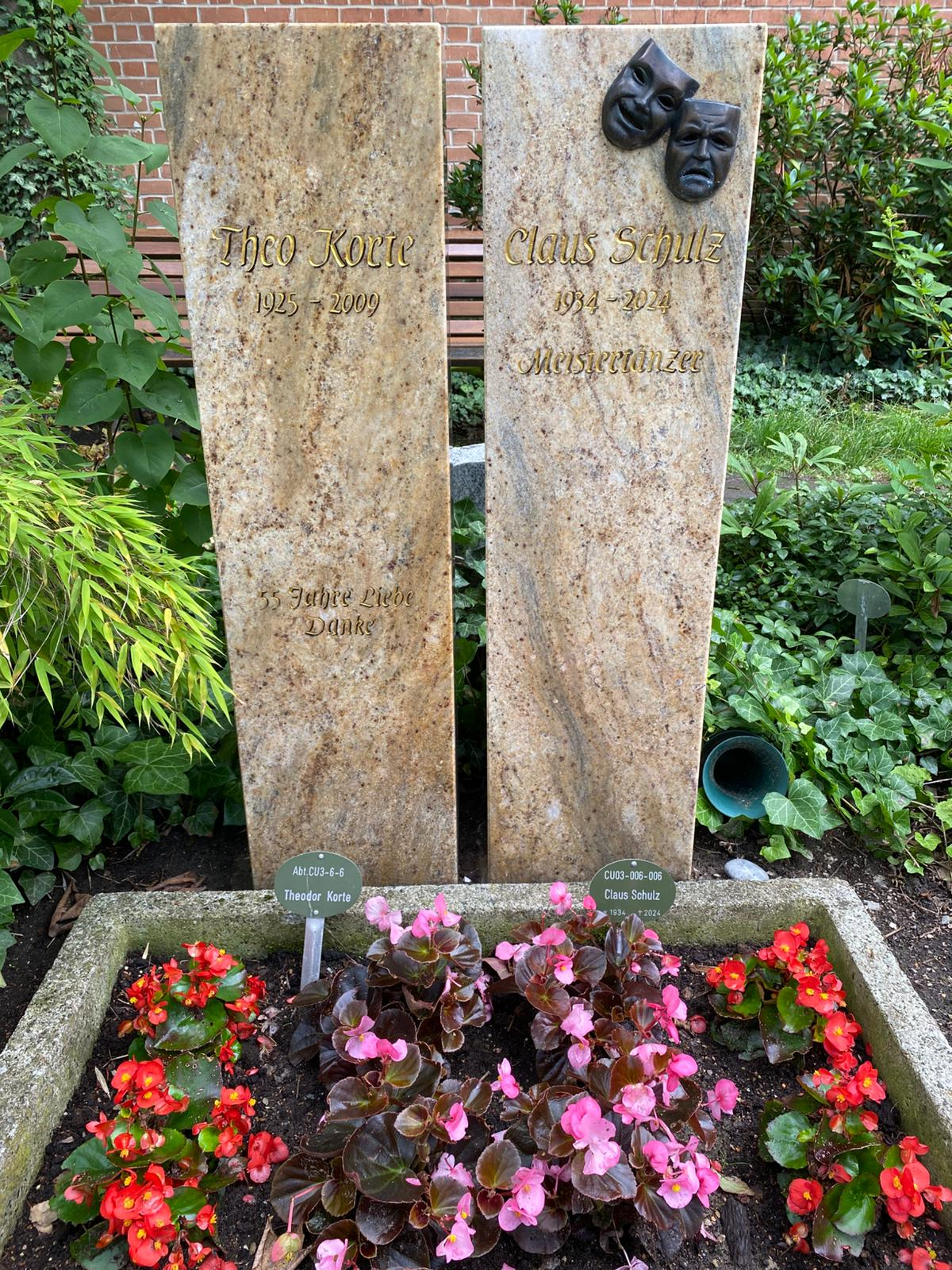
Grabstätte

Neben zahlreichen Gastauftritten, als Solist und mit dem Ensemble der Deutschen Staatsoper in vielen Ländern, wirkte er 1966 in Chile und 1971 in Schweden als Gastdozent. 1969 wurde er wegen einer Erkrankung Lilo Grubers zum kommissarischen Ballettdirektor berufen und wurde 1970 als Ballettdirektor und Erster Choreograph bestätigt. 1972 kehrte Claus Schulz von einem Gastspiel in Paris nicht mehr in die DDR zurück. Deshalb wurde er aus der Deutschen Akademie der Künste ausgeschlossen, zu deren ordentlichem Mitglied er 1969 berufen worden war. Dieser Ausschluss wurde 1990 rückgängig gemacht.
Neben seinen Auftritten im Tanztheater war Claus Schulz auch national sowie international im Film tätig, wo er hauptsächlich Rollen als Tänzer übernahm.
Seinen Nachlass bewahrt das Deutsche Tanzarchiv Köln auf. Claus Schulz wurde auf dem Dorotheenstädtischen Friedhof beigesetzt.

## Filmografie
- 1962: Revue um Mitternacht
- 1964: Viel Lärm um nichts
- 1967: Hochzeitsnacht im Regen
- 1969: Androklus und der Löwe (Fernsehfilm)

## Theater

### Tänzer
- 1952: Hans-Klaus Langer: Café Cantante – Regie: Ilse Meudtner (Komische Oper Berlin)
- 1953: Nikolai Tscherepnin: Der verzauberte Vogel (Narr) – Regie: Ilse Meudtner (Komische Oper Berlin)
- 1953: Leo Spies: Stralauer Fischzug (Ringkämpfer) – Regie: Ilse Meudtner (Komische Oper Berlin)
- 1953: Alexander Borodin: Polowetzer Tänze – Regie: Jean Weidt (Komische Oper Berlin)
- 1955: Aram Chatschaturjan: Gayaneh (Armen) – Regie: Lilo Gruber (Deutsche Staatsoper Berlin)
- 1959: Peter Tschaikowski: Schwanensee (Narr) – Regie: Lilo Gruber (Deutsche Staatsoper Berlin)
- 1959: Revue: Zauber der Jugend (Gastsolist) – (Friedrichstadt-Palast Berlin)
- 1959: Revue: Sterne am Varieté (Gastsolist) – (Friedrichstadt-Palast Berlin)
- 1961: Albert Burkat: Neue Odyssee (Ausrufer) – Regie: Lilo Gruber (Deutsche Staatsoper Berlin)
- 1963: Sergei Prokofjew: Romeo und Julia – Regie: Lilo Gruber (Deutsche Staatsoper Berlin)
- 1964: Sergei Prokofjew: Der verlorene Sohn (Sohn) – Regie: Grita Krätke (Deutsche Staatsoper Berlin)
- 1965: Revue: Für Auge und Ohr (Gastsolist) – (Friedrichstadt-Palast Berlin)
- 1965: Igor Strawinsky: Petruschka (Petruschka) – Regie: Grita Krätke (Deutsche Staatsoper Berlin)
- 1966: Claude Debussy: Nachmittag eines Faun (Faun) – Regie: Grita Krätke (Deutsche Staatsoper Berlin)
- 1967: Peter Tschaikowski: Dornröschen (Prinz) – Regie: Lilo Gruber (Deutsche Staatsoper Berlin)
- 1967: Kurt Schwaen: Ballade vom Glück(Gefangener Sowjetsoldat)  – Regie: Lilo Gruber (Deutsche Staatsoper Berlin)
- 1967: Wsewolod Wischnewski: Optimistische Tragödie (Wainonen) – Regie: Willi Hinzert (Hermann-Duncker-Ensemble Berlin)
- 1969: Leo Spies: Don Quixote (Sancho Pansa) – Regie: Lilo Gruber (Deutsche Staatsoper Berlin)
- 1970: Igor Strawinsky: Der Feuervogel (Feuervogel) – Regie: Juan Corelli (Deutsche Staatsoper Berlin)

### Choreographie
- 1959: Revue: Noten, NUK und noch viel Nettes – (Friedrichstadt-Palast Berlin)
- 1960: Revue: Sommerliches Intermezzo (Friedrichstadt-Palast Berlin – Freilichtbühnen Schönholz und Weißensee)
- 1961: Revue: Faschingsgalopp (Friedrichstadt-Palast Berlin)
- 1962: Igor Strawinsky: Die Geschichte vom Soldaten – Regie: Heinz Rückert (Deutsche Staatsoper Berlin)
- 1963: Revue: Dufte Blüten (Friedrichstadt-Palast Berlin)
- 1963: Johann Strauss: Die Fledermaus – Regie: Josef Adolf Weindich (Deutsche Staatsoper Berlin)
- 1970: Boris Assafjew: Die Fontäne von Bachtschissarai – Auch Regie (Deutsche Staatsoper Berlin)
- 1970: Bedřich Smetana: Die verkaufte Braut – Regie: Horst Bonnet (Deutsche Staatsoper Berlin)
- 1970: Albert Lortzing: Zar und Zimmermann – Regie: Klaus Kahl (Deutsche Staatsoper Berlin)
- 1971: Boris Assafjew: Die Flamme von Paris – Auch Regie (Deutsche Staatsoper Berlin)

## Auszeichnungen
- 1953: Silbermedaille beim Solistenwettbewerb während der Weltfestspiele der Jugend und Studenten in Bukarest[5]
- 1955: Ehrenvolle Anerkennung beim Solistenwettbewerb während der Weltfestspiele der Jugend und Studenten in Warschau[6]
- 1955: Zweiter Wettbewerb der jungen Tänzer: 2. Preis im Solotanz[7]
- 1959: Silbermedaille beim Internationalen Ballettwettbewerb in Wien
- 1960: Meistertänzer
- 1960: Nationalpreis der DDR in der II. Klasse für Kunst und Literatur[8]
- 1965: 7. Arbeiterfestspiele der DDR: Goldmedaille[9]
- 1968: Artur-Becker-Medaille in Gold[10]